# Алта
А́лта, рідше Альта (норв. Alta МФА: [ˈaːlːtaː]; півн.-саам. Álaheadju) — місто і комуна у фюльке Фіннмарк у Норвегії.

## Розміщення та населення
Алта розміщена на березі Алта-фіорду (акваторія Норвезького моря), який має протяжність близько 40 км.
Алта — найбільше місто Фіннмарку, його населення становить майже 20 000 людей (в адміністративному центрі провінції, місті Вадсьо, проживає трохи понад 6 000 жителів).
Є аеропорт.

## Клімат
Місто — у зоні континентального субарктичного клімату. Найтепліший місяць — липень з середньою температурою 13.4 °C (56.1 °F). Найхолодніший місяць — січень, з середньою температурою -8.7 °С (16.3 °F).
| Клімат Алти             | Клімат Алти | Клімат Алти | Клімат Алти | Клімат Алти | Клімат Алти | Клімат Алти | Клімат Алти | Клімат Алти | Клімат Алти | Клімат Алти | Клімат Алти | Клімат Алти | Клімат Алти |
| Показник                | Січ.        | Лют.        | Бер.        | Квіт.       | Трав.       | Черв.       | Лип.        | Серп.       | Вер.        | Жовт.       | Лист.       | Груд.       | Рік         |
| Абсолютний максимум, °C | 10          | 11          | 10          | 12          | 20          | 30          | 32          | 28          | 21          | 16          | 10          | 10          | 32          |
| Середній максимум, °C   | −5,3        | −4,5        | −1,4        | 2,6         | 7,5         | 13,7        | 17,2        | 15,2        | 10          | 4           | −0,8        | −3,4        | 4,6         |
| Середня температура, °C | −8,7        | −7,9        | −5,2        | −0,6        | 4,8         | 10          | 13,4        | 12          | 7,2         | 1,6         | −3,6        | −7          | 1,3         |
| Середній мінімум, °C    | −12,6       | −11,7       | −8,6        | −4          | 1,5         | 7           | 10,2        | 8,7         | 4,3         | −1,1        | −6,8        | −10,5       | −2          |
| Абсолютний мінімум, °C  | −28         | −27         | −25         | −21         | −13         | −4          | 3           | −2          | −7          | −17         | −22         | −26         | −28         |
| Норма опадів, мм        | 32          | 25          | 23          | 17          | 20          | 33          | 54          | 49          | 38          | 39          | 34          | 36          | 400         |
| ----------------------- | ----------- | ----------- | ----------- | ----------- | ----------- | ----------- | ----------- | ----------- | ----------- | ----------- | ----------- | ----------- | ----------- |
| Джерело: Weatherbase    |             |             |             |             |             |             |             |             |             |             |             |             |             |

## Пам'ятки
Головна пам'ятка Алти — наскельні малюнки (петрогліфи). Із 5000 наскельних малюнків, знайдених в Північній Норвегії, близько 3000 тисяч знаходиться на околицях Алти, у містечку Jiepmaluokta, яке перетворене в музей просто неба. В 1985 році петрогліфи в Алті були занесені в список Світової спадщини. Найбільш ранні малюнки в районі Алти датуються приблизно 4200 р. до н. е., найпізніші — приблизно 500 р. до н. е.
Серед інших пам'яток Алти — Обсерваторія Північного сяйва. Це — науково-освітня установа, доступна для туристів.
У місті виходить щоденна газета Altaposten тиражем понад 5 тисяч примірників (2010).
2013 року споруджено Собор північного сяйва.

## Міста-побратими
- Апатити[9]